# Spettroscopia EDX

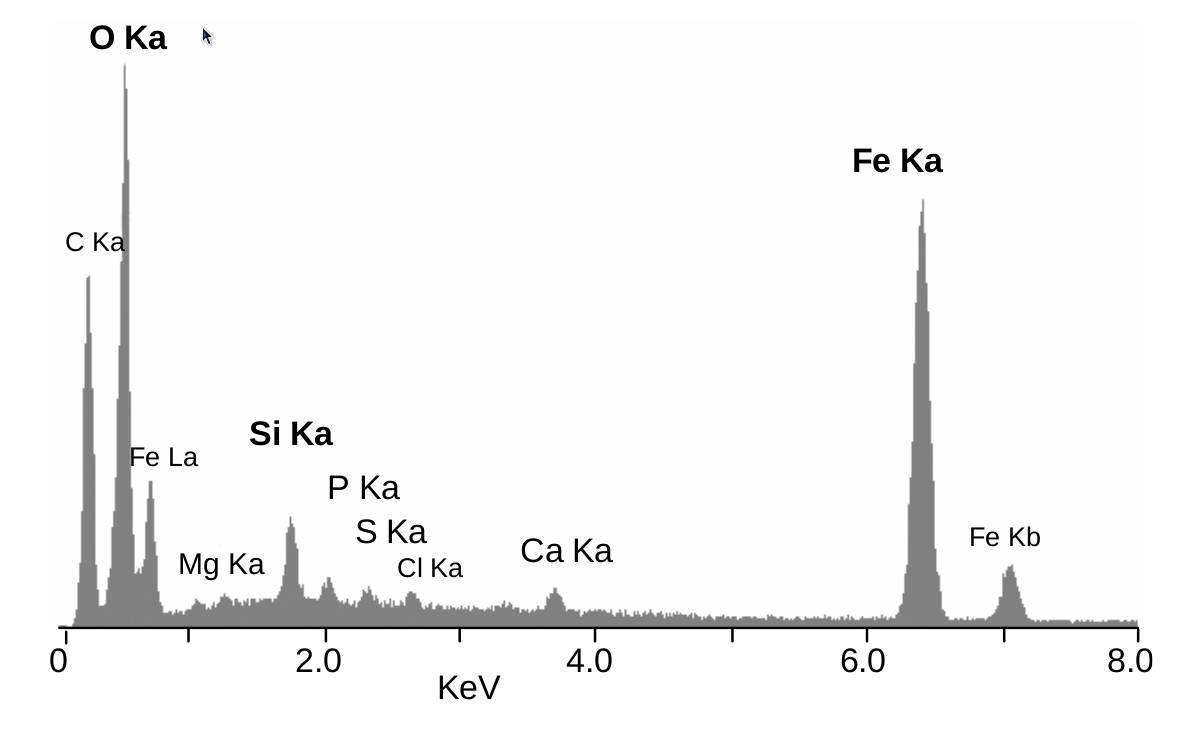
Spettro EDS del carapace di un Caridea, la Rimicaris exoculata. Sono ben visibili picchi relativi ai livelli K ed L del ferro, sono altresì evidenti il picco dell'ossigeno e del silicio, assieme a tracce di altri elementi.

Con il termine spettroscopia EDX (Energy Dispersive X-ray Analysis) o spettroscopia EDS (Energy Dispersive X-ray Spectroscopy) si indica una metodica analitica strumentale che sfrutta l'emissione di raggi X generati da un fascio elettronico accelerato incidente sul campione.

## Descrizione
La strumentazione è comunemente costituita da un microscopio elettronico a scansione tipo SEM-EDX. Schematicamente si può descrivere il principio di funzionamento nel seguente modo: un emettitore costituito da un filamento di tungsteno, o di esaboruro di lantanio, più costoso ma con migliore rendimento energetico con guadagno in termini di sensibilità, che viene portato oltre i 1000 °C per riscaldamento elettrico, funge da sorgente di elettroni per effetto termoionico. Il fascio elettronico così generato viene dapprima accelerato da una differenza di potenziale di 0,3-30 kV e quindi passa prima attraverso un collimatore elettromagnetico per essere deflesso, in modo da generare la scansione, e finalmente collimato verso il piatto contenente il campione in esame. Tutto ciò è svolto sotto vuoto, a circa 10-5 mbar, per aumentare il libero cammino medio degli elettroni ed evitare fenomeni di diffusione a causa di interazioni aria-elettrone.
Il rivelatore, che è disposto in modo tale da ricevere il massimo livello di radiazione assorbibile, può essere del tipo a dispersione di lunghezza d'onda (WDS) o a dispersione di energia (EDS), ognuno con rispettivi pro e contro:
- Rivelatore WDS: sfrutta le caratteristiche ondulatorie dei fotoni X. È costituito da un cristallo ricurvo, il "cerchio di Rowland", con un determinato passo d del reticolo cristallino, sul quale sono disposti il campione e il contatore di fotoni. Seguendo la legge di Bragg, solamente una determinata lunghezza d'onda sarà riflessa sul contatore, lunghezza d'onda che può essere variata ruotando il rivelatore.
- Rivelatore EDS: sfrutta l'interazione energetica tra i raggi X e un opportuno materiale. È caratteristicamente rappresentato da un monocristallo di silicio drogato con litio, rivestito alle due estremità con uno strato conduttivo in oro, mantenuto in alto vuoto e alla temperatura di -192 °C con azoto liquido. Il cristallo di germanio ad elevata purezza rappresenta una moderna evoluzione più efficiente. Il principio di funzionamento sfrutta la produzione di corrente elettrica, che viene sensibilmente amplificata, generata per interazione tra fotoni e cristallo. Sono i rivelatori attualmente più utilizzati.

Tutto l'apparato del microscopio presenta all'interno un vuoto di 10-4–10-6 mbar generato da una pompa ionica, in modo tale da ridurre le interazioni tra elettroni e molecole gassose, effetto spurio. Uno schermo fluorescente fornisce la classica immagine generata dal SEM.

## Interazione elettromagnetica
Gli elettroni primari del fascio incidente danno luogo ad una serie di effetti:
- emissione di elettroni secondari e retrodiffusi;
- emissione di raggi X e di un fondo continuo di raggi X (Bremsstrahlung);
- radiazione IR, visibile e UV generata dalla catodoluminescenza;
- effetto Auger
- scattering elastico ed anaelastico di elettroni;
- trasmissione di elettroni;
- assorbimento di elettroni.

L'analisi EDX sfrutta l'emissione di raggi X di determinata lunghezza d'onda. Essendo di natura elettromagnetica, i raggi X obbediscono con buona approssimazione alla legge di Lambert-Beer.
Quando un fascio di elettroni incide su un campione gli elettroni degli strati K o L vengono espulsi e il sistema assume configurazione ad alta energia. A seguito del rilassamento elettronico, avviene che un elettrone L cade in un orbitale libero dello strato K o un elettrone M torna nel guscio L occupando un orbitale vuoto; l'emissione di energia può seguire due vie: può essere emesso un fotone X alla lunghezza d'onda corrispondente, oppure può essere emesso un elettrone per effetto Auger.

## Analisi EDX e principali applicazioni
L'analisi EDX è una metodica non distruttiva e molto veloce che permette di analizzare campioni solidi che abbiano le seguenti caratteristiche:
- Stabilità nelle condizioni operative di bassa pressione e bombardamento elettronico. Sostanze contenenti fasi volatili devono essere opportunamente pretrattate.
- Il campione deve essere un conduttore elettrico: è possibile renderlo tale effettuando uno sputtering di oro sulla superficie (per avere informazioni strutturali, rilevando gli elettroni secondari) oppure con carbonio (per ottenere informazioni chimiche, rilevando gli elettroni "back scattered")

Le applicazioni pratiche sono principalmente rivolte alla caratterizzazione qualitativa di sostanze solide e all'analisi elementale, con la possibilità di rilevare anche la presenza di elementi in tracce. Con l'ausilio di opportuno software è anche possibile un approccio quantitativo sulla base della legge di Lambert-Beer. 
La SEM-EDX è poi uno strumento fondamentale, nell'ambito della scienza dei materiali, per la caratterizzazione quali-quantitativa delle leghe metalliche e per la determinazione della purezza dei metalli (ad es. si pensi alla necessità di verificare se del rame dichiarato ultrapuro ed oxygen free, per usi elettronici, sia effettivamente tale o debba essere dichiarato non conforme).